# 黄荆湖
黄荆湖是一个位于中国湖南省益阳市的淡水湖，面积约为8.35平方千米，属于长江区。它的一级流域为长江流域，二级流域为长江干流水系。